# Рикачов Стефан Васильович
Рикачо́в Стефан Васи́льович  (1824 — 12 жовтня 1898, Київ) — український київський архітектор, інженер-шляховик, надвірний радник 

## Біографія
Народився у 1824 році. Професійну освіту здобув у Петербурзькому інституті інженерів шляхів сполучення.
У Києві працював з 1850-х років. У 2-й половині 1850-х років працював помічником архітектора.
У 1870-і роки працював на посаді архітектора пансіона Левашової.
У 1880-х-1894 роках працював у Церковно-будівничому присутствії на посаді губернського архітектора.
1894 року вийшов у відставку за станом здоров'я, останні роки життя тяжко хворів.
Наприкінці життя надавав відповідальні підписки архітектору Карлу Шиману, за допомогою яких він міг здійснювати будівництво (таким чином Карл Шиман звів будинки на вулицях Костянтинівській № 23, Пушкінській № 10б, Межигірській № 30 (останній не зберігся) та ще ряд споруд).
Помер від вади серця 12 жовтня 1898 року Києві у віці 74-х років (запис про смерть з метричної книги церкви св. Миколи Доброго на вул. Покровській, 6 - Ф.127, оп.1078, спр.904, арк.163зв-164, ЦДІАК України). 
Згідно із некрологом, помер 11 жовтня о 10 годині вечора. О 5 годині вечора 13 жовтня тіло померлого архітектора було перенесене у церкву Миколи Доброго, відспіваний о 12 годині дня 14 жовтня 1989 року і похований на Щекавицькому цвинтарі.

## Стиль
Вживав стильові форми неоренесансу та необароко.

## Роботи в Києві
- Надбудова другого поверху над Старим контрактовим будинком на вул. Покровській, 4 (1878—1879),
- Прибутковий будинок на вул. Софіївській, 6 (1882, завершував будівництво),
- Будинок причту Свято-Троїцької церкви на вул. Шота Руставелі, 48 (1885, не зберігся),
- Перебудова будинку на вул. Глибочицькій, 79 (1886, не зберігся),
- Житловий будинок на вул. Бульйонській (тепер Казимира Малевича), 53 (1897, не зберігся),
- Прибутковий будинок на Бібіковському бульварі (тепер бульвар Тараса Шевченка), 3 (1897),
- Надбудова третього поверху над 2-ма житловими будинками на вул. Нижній Вал, 23 (1898).

## Храми, збудовані за проектом архітектора
- Церква Михаїла Архангела (1893) у селі Храпачі Білоцерківського району;
- Церква Олександра Невського у селі Феневичі Іванківского району (збудована 1899—1902).

## Галерея

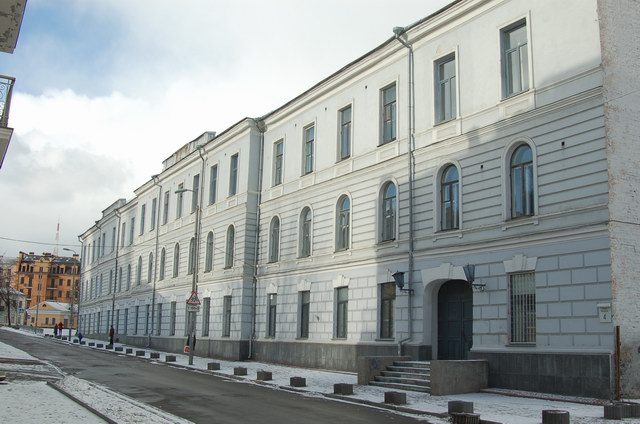
Старий Контрактовий будинок
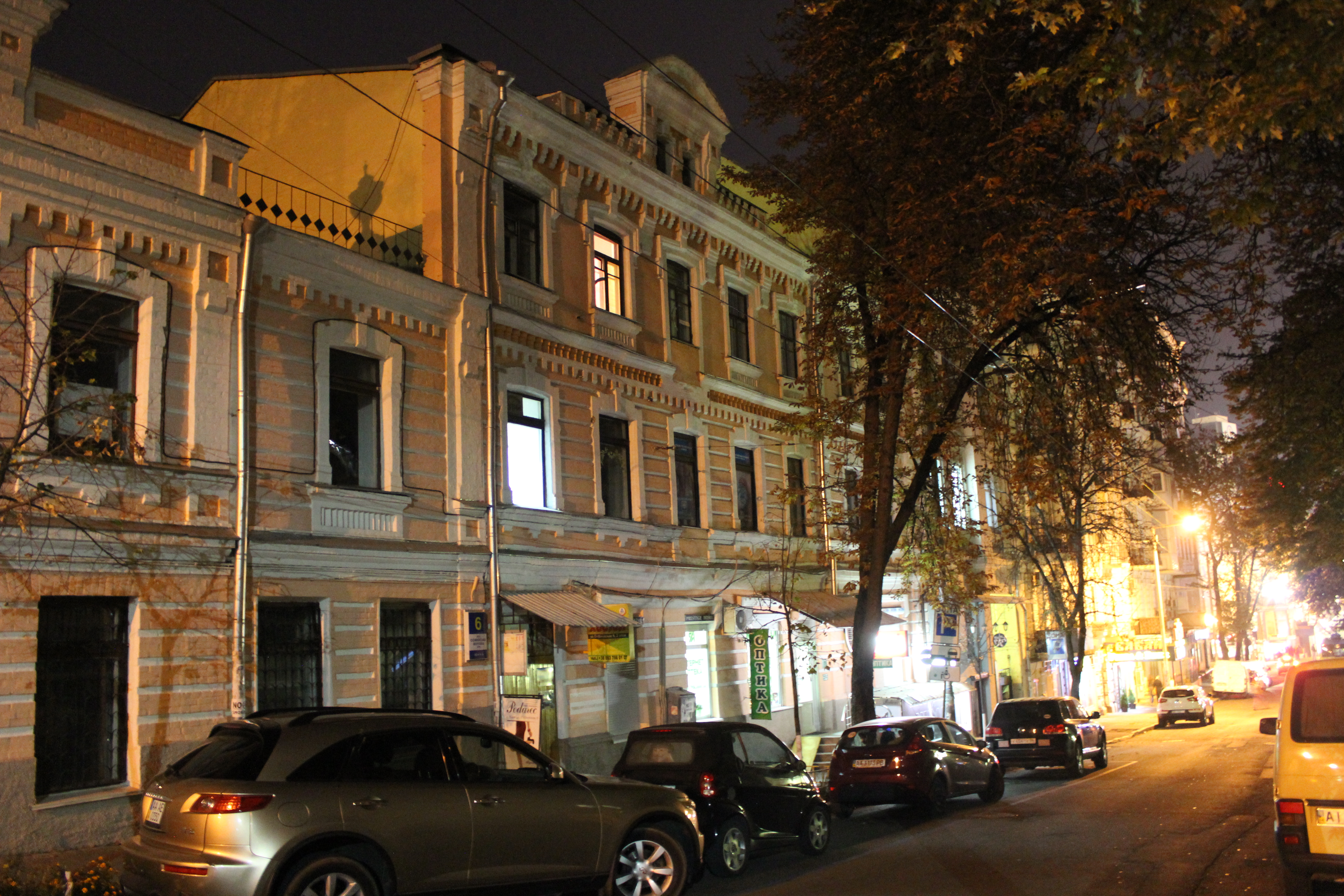
Софійська вулиця, 6
бульвар Шевченка, 3бульвар Шевченка, 3
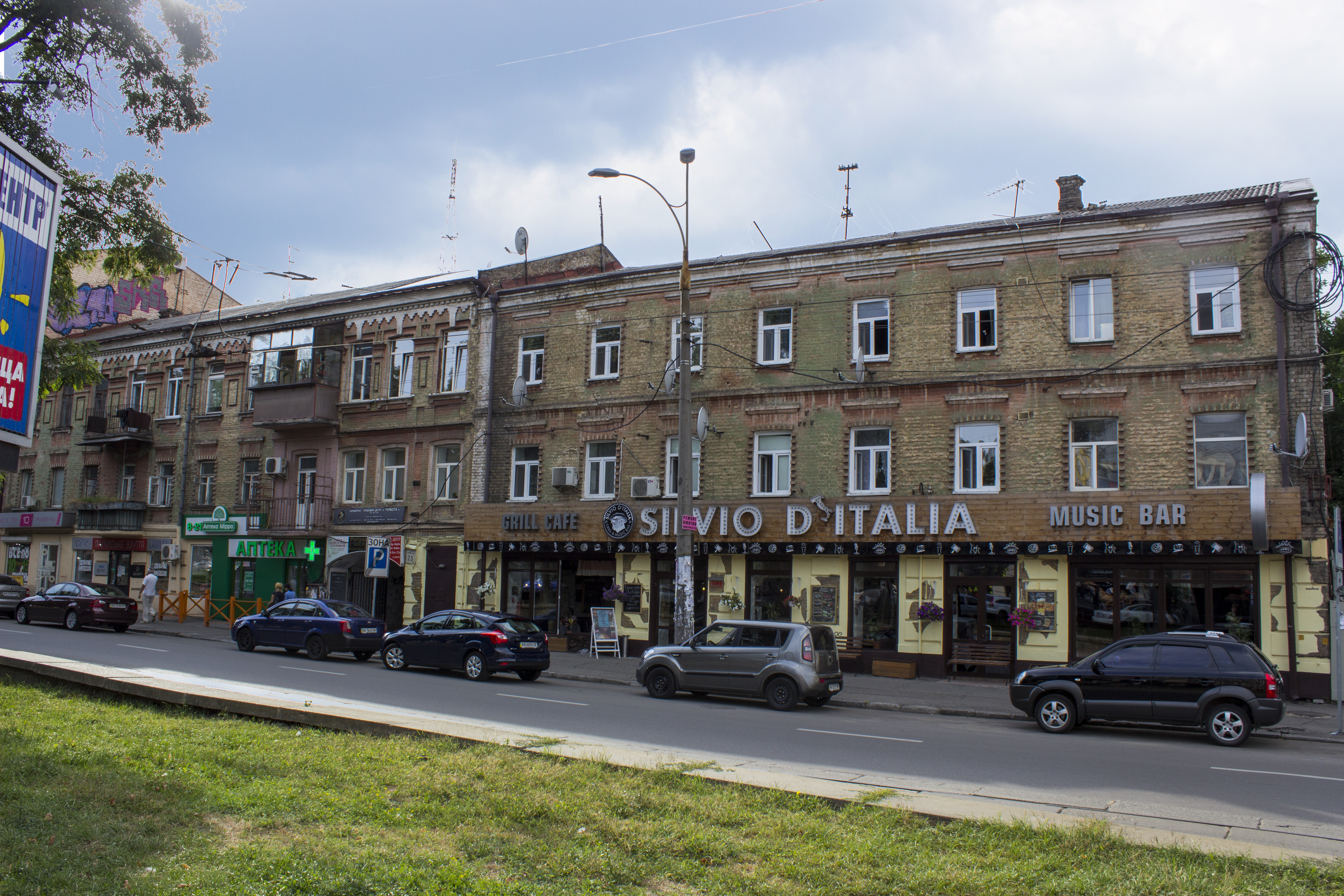
Нижний Вал, 23
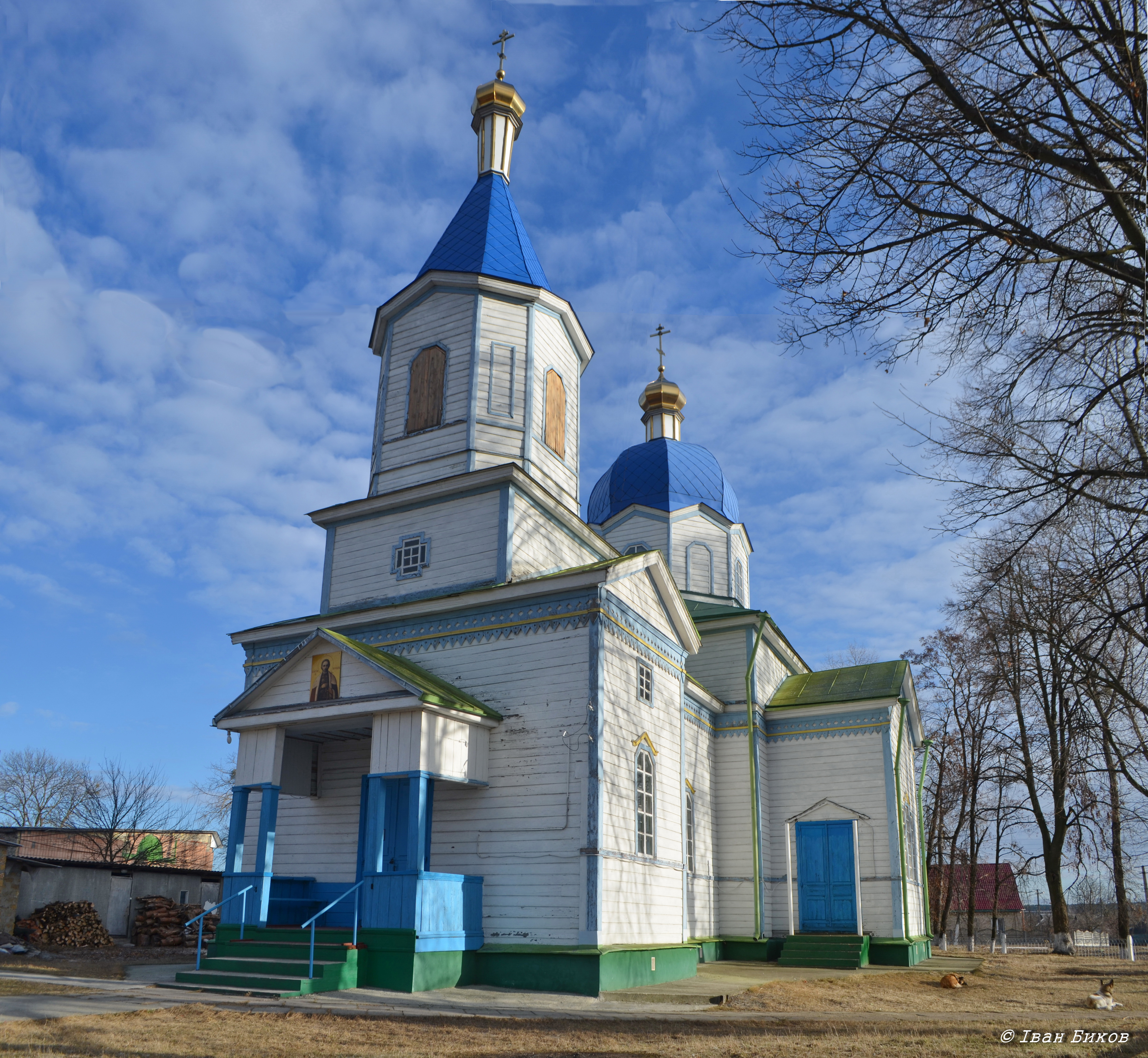
Церква Олександра Невського у селі Феневичі